# Glagolski način
Glagolski način je glagolska kategorija in je izraz zveze med glagolom in njegovimi argumenti. Predstavlja razmerje med osebkom in (iz)vršilcem dejanja. Obstaja kar nekaj vrst glagolskih načinov, vendar večina evropskih jezikov pozna le dve: tvorno ter trpno. Mnogo evropskih jezikov pozna tudi srednji način, čeprav se pogosto imenuje refleksiven. Drugi evropski jeziki, kot na primer islandščina in stara grščina, imajo pravi srednji način. Jeziki iz drugih družin, kot mongolščina, imajo do pet različnih načinov in več.

## Slovenščina
Slovenski jezik ima dve vrsti glagolskih načinov, in sicer:
- tvornik/aktiv
- trpnik/pasiv

Tvorne povedi so tiste, v katerih je osebek povzročitelj, (iz)vršilec dejanja ali nosilec stanja.
Navijači so gledali tekmo.
Trpne povedi so tiste, v katerih se vršilec dejanja ne kaže. V trpnih povedih objekt postane osebek, in se dejanje poimenuje z deležnikom na -n ali -t.
Tekma je bila gledana. (od koga?)
Če v povedi ni vršilca dejanja in ga na podlagi sobesedila ali sotvarja ne moremo misliti, je glagolska oblika tvorniška:
Snežilo je.
V slovenščini je tvornik pogostejši od trpnika, ki ga lahko ob ohranitvi istega časa in vida zmeraj spremenimo nazaj v tvornik, obratno pa ne vedno. Tvornik je prvoten, trpnik pa je le pretvorbena oblika.

## Srednji način
V srednjem načinu je težko dati osebek v tvorno ali trpno kategorijo, ker ima lastnosti od obeh strani. Ker je imel indoevropski prajezik namesto trpnega načina srednji oziroma mediopasiven način, ima mnogo sodobnih indoevropskih jezikov ostanke takšnega načina, nekateri pa pravi srednji način. Srednji način ima pogosto refleksiven namen, kot na primer v stari grščini:
τὸν Ἰωαννήν τις ἐγείραι.
Janeza nekdo zbudi.
ὁ Ἰωάννης ἐγειρεται.
Janez se zbudi.
Včasih pa se malo spremeni pomen glagola v srednjem načinu:
πείθω.
Prepričam.
πείθομαι.
Ubogam. (tj. Jaz sem se prepričal, naj ubogam.)
Ali v islandščini: 
Stend.
Stojim.
Stenst.
Stojim nasproten. (tj. Stojim s srcem in dušo, ne le z nogami.)

### Slovenščina
Refleksiv v slovenščini deluje kot srednji način, kjer se kaže vršilec dejanja kot osebek, vendar ne vemo, ali ima osebek vlogo v dejanju. Sintaktično je glagol tvoren, semantično pa trpen, torej srednji. Primerjaj naslednje stavke, izmed katerih je tretji srednjega načina:
Nekdo odpre vrata.
Vrata so odprta.
Vrata se odprejo.